# Promenade Amália-Rodrigues
Promenade Amália-Rodrigues (dříve Square d'Algérie) je park v Paříži v 19. obvodu. Jeho rozloha činí 15047 m2.

## Poloha
Park leží mezi Boulevardem d'Algérie a okružním bulvárem. Vstup do parku je rovněž z ulice Rue des Marchais.

## Historie
Square vzniklo v roce 1971 a bylo původně pojmenováno po Alžírsku podle Boulevardu d'Algérie. Později bylo přejmenováno na Promenade Amália-Rodrigues na počest portugalské zpěvačky Amálie Rodrigues.